# Desireless
Desireless, geboren als Claudie Fritsch-Mentrop, (Parijs, 25 december 1952) is een Franse zangeres. Ze is vooral bekend geworden door haar hitsingle Voyage, voyage, die in de zomer van 1987 in vele Europese en Aziatische hitparades op nummer 1 stond.

## Biografie
Claudie Fritsch-Mentrop groeide op in Le Tréport (Seine-Maritime) en werd begin jaren 70 een stiliste. Ze kwam in de muziekwereld terecht door haar vrienden, waar ze begin jaren 80 met verschillende jazz-, new wave- en R&B-bands begon op te treden. In 1983 ontmoette ze Jean-Michel Rivat, een componist en muziekproducent die al aardig naam had gemaakt in de muziekwereld door met verschillende grote Franse artiesten te hebben samengewerkt. In 1986 componeerde Rivat het nummer Voyage, voyage. Dit werd in de zomer van 1987 een grote hit in vrijwel heel Europa, waaronder Groot-Brittannië - een mijlpaal voor een Franstalig lied. 
In Nederland werd de plaat in de zomer van 1987 een grote hit. Op donderdag 30 juli 1987 was de single TROS Paradeplaat op Radio 3 en werd een  grote hit in de destijds twee hitlijsten op de nationale publieke popzender. De plaat bereikte de 11e positie in de Nederlandse Top 40 en piekte op de 9e positie in de Nationale Hitparade Top 100.
In België bereikte de plaat de 19e positie in de voorloper van de Vlaamse Ultratop 50. In de Vlaamse Radio 2 Top 30 werd géén notering behaald.
Desireless' eerste album, François, kwam uit in 1990. Na het album besloot ze rust te nemen en beviel ze van een dochter. In 1994 kwam haar tweede album I Love You uit. ze schreef alle nummers van dit album en zo werd het een meer persoonlijk album. I Love You werd goed ontvangen maar door het gebrek aan promotie werd het geen groot succes. In de jaren 2000 heeft ze vier albums uitgegeven die weinig succes hadden in de internationale hitlijsten.

## Discografie

### Albums
- François (1989)
- I love you (1994)
- I love you (2001, compilatie)
- Ses plus grands succès (2003)
- Un brin de paille (2004)
- More love and good vibrations (2007)
- Le petit bisou (2008)

### Singles
- Cherchez l'amour fou (1984, met Air 89)
- Qui peut savoir (1986, met Air)
- Voyage, voyage (1986-1987)
- John (1988)
- Qui sommes-nous ? (1989)
- Elle est comme les étoiles (1990)
- Il dort (1994)
- I love you (1994)
- La vie est belle (2004)

### NPO Radio 2 Top 2000
| Nummer met noteringen in de NPO Radio 2 Top 2000 | '00  | '01  |
| ------------------------------------------------ | ---- | ---- |
| Voyage, voyage                                   | 1699 | 1586 |

1. ↑  Een vetgedrukt getal geeft de hoogste notering aan.
2. ↑  2000 was het eerste jaar met een notering voor dit nummer.
3. ↑  Deze tabel is bijgewerkt tot en met de meest recente editie (2024).

- Bibliothèque nationale de France: cb139257778 (data)
- Gemeinsame Normdatei: 134567315
- International Standard Name Identifier: 0000 0001 1479 6060
- Library of Congress Control Number: no2010030294
- MusicBrainz: b9a23705-56e8-4fb6-9543-7f43ab62eac7
- Nationale Bibliotheek van Tsjechië: xx0132060
- Système universitaire de documentation: 165138270
- Virtual International Authority File: 107457056
- WorldCat: E39PBJhd4CWVtCrgvYdv8Jd84q